# Browar Lubicz
Browar Lubicz (początkowo Browar Johna, później Browar Krakowski i Fabryka Przetworów Słodowych J. Götza i Krakowskie Zakłady Piwowarsko-Słodownicze w Krakowie) – browar funkcjonujący w Krakowie w latach 1840–2001 i ponownie od 2015 roku. Znajduje się przy ul. Lubicz 13–17 i otoczony jest ogrodem kościoła jezuitów, linią kolejową 91 i ul. Strzelecką.

## Historia
Budynek browaru został wzniesiony w 1840 r. w stylu eklektycznym dla Rudolfa Jennego, a po jego śmierci w 1853 r. stał się własnością jego zięcia – Juliusza Augusta Johna, a od 1879 r. jego synów: Alfreda i Hugona. Tzw. Browar Johna był największym browarem w Krakowie, a potem w całej Galicji i słynął z produkcji dobrego piwa nagrodzonego wieloma krajowymi medalami i nagrodami. W tym okresie kompleks browarowy został bogato rozbudowany.
W 1904 r. bracia John sprzedali browar baronowi Janowi Götz-Okocimskiemu i zmienił on nazwę na Browar Krakowski i Fabryka Przetworów Słodowych J. Götza. W tym okresie browar został zmodernizowany, niestety w 1930 r. nastąpił wielki kryzys gospodarczy, który spowodował spadek popytu na piwo. W 1931 r. zmarł Jan Götz, a własność browaru przeszła na jego syna – Antoniego. W 1936 r. w wyniku strajku pracowników i zatrzymania produkcji, browar stracił wielu odbiorców.
Podczas II wojny światowej browar uległ niewielkim zniszczeniom i wznowił produkcję pod koniec 1945 r. Zarządzał nim wówczas Juliusz Komornicki, członek rodziny Götzów.
W 1946 r. nastąpiła nacjonalizacja browaru i zaczął on funkcjonować jako Browar Kraków podporządkowany Centralnemu Zarządowi Przemysłu Fermentacyjnego w Zabrzu. W 1951 r. powstały tu Krakowskie Zakłady Piwowarsko-Słodownicze. W latach 1955–1968 przeprowadzono gruntowną modernizację browaru. Po likwidacji Krakowskich Zakładów Piwowarsko-Słodowniczych w 1968 r. browar wszedł w skład Zakładów Piwowarskich w Okocimiu. Przeprowadzono wówczas kolejne modernizacje – zbudowano jedną z pierwszych w Polsce warzelni blokowych oraz zainstalowano linię rozlewniczą sprowadzoną z NRD.
W 1985 r. zespół zabudowań browaru został wpisany do rejestru zabytków.
W 1988 r. zadbano o podniesienie jakości wyrobów browaru, a piwo „Krak Pils” odnosiło sukcesy na targach krajowych. W latach 90. XX w. dokonano kolejnych modernizacji, lecz ze względu na brak możliwości ekspansji zabytkowego browaru znajdującego się w centrum Krakowa, zdecydowano się na produkcję jedynie piwa „Jasne Mocne”. Ostatecznie w roku 2001, ówczesny właściciel Browaru Okocim, przedsiębiorstwo Carlsberg, zdecydowało zaprzestać produkcji piwa w Krakowie.
W 2015 roku przywrócono funkcjonowanie wyremontowanego browaru.

## Aktualny status browaru
Od 6 kwietnia 2006 r. browar jest jednym z obiektów na trasie Krakowskiego Szlaku Techniki. Z historycznych budynków zachowały się: budynek wagi, magazyny, obiekty ekspedycyjne, suszarnia słodu i słodownia, kotłownia z 37-metrowym kominem, budynek w którym znajdowała się maszyna parowa, piwnice fermentacyjne i leżakowe, warzelnia, zespół rezydencjalny, budynki administracyjne i socjalne. Na dziedzińcu wyeksponowano urządzenie do nabijania obręczy na beczki oraz hydrauliczną pompę ciśnieniową.

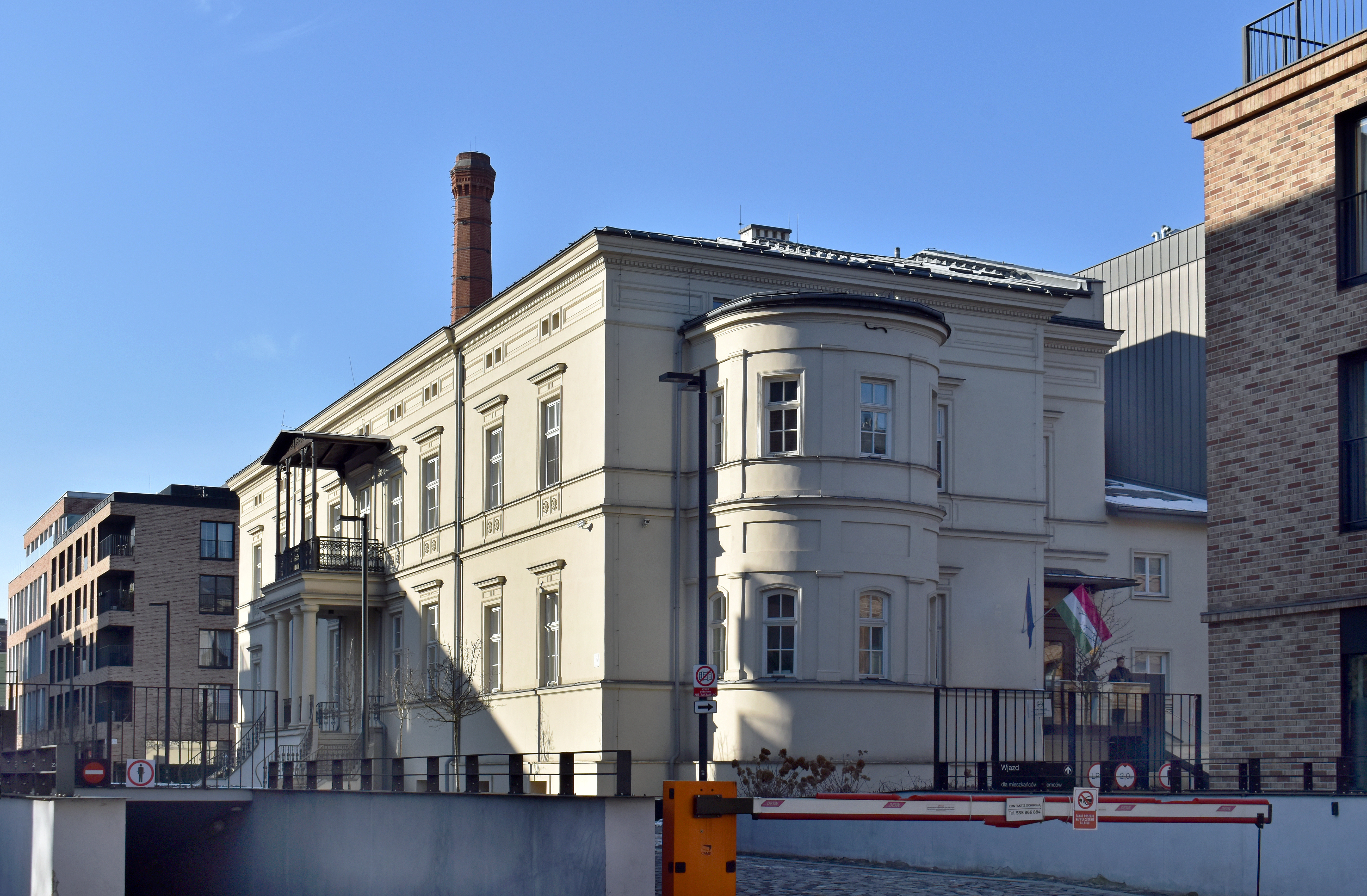
Dawny dom właścicieli browaru, potem jego administracja. Obecnie siedziba Konsulatu Generalnego Węgier
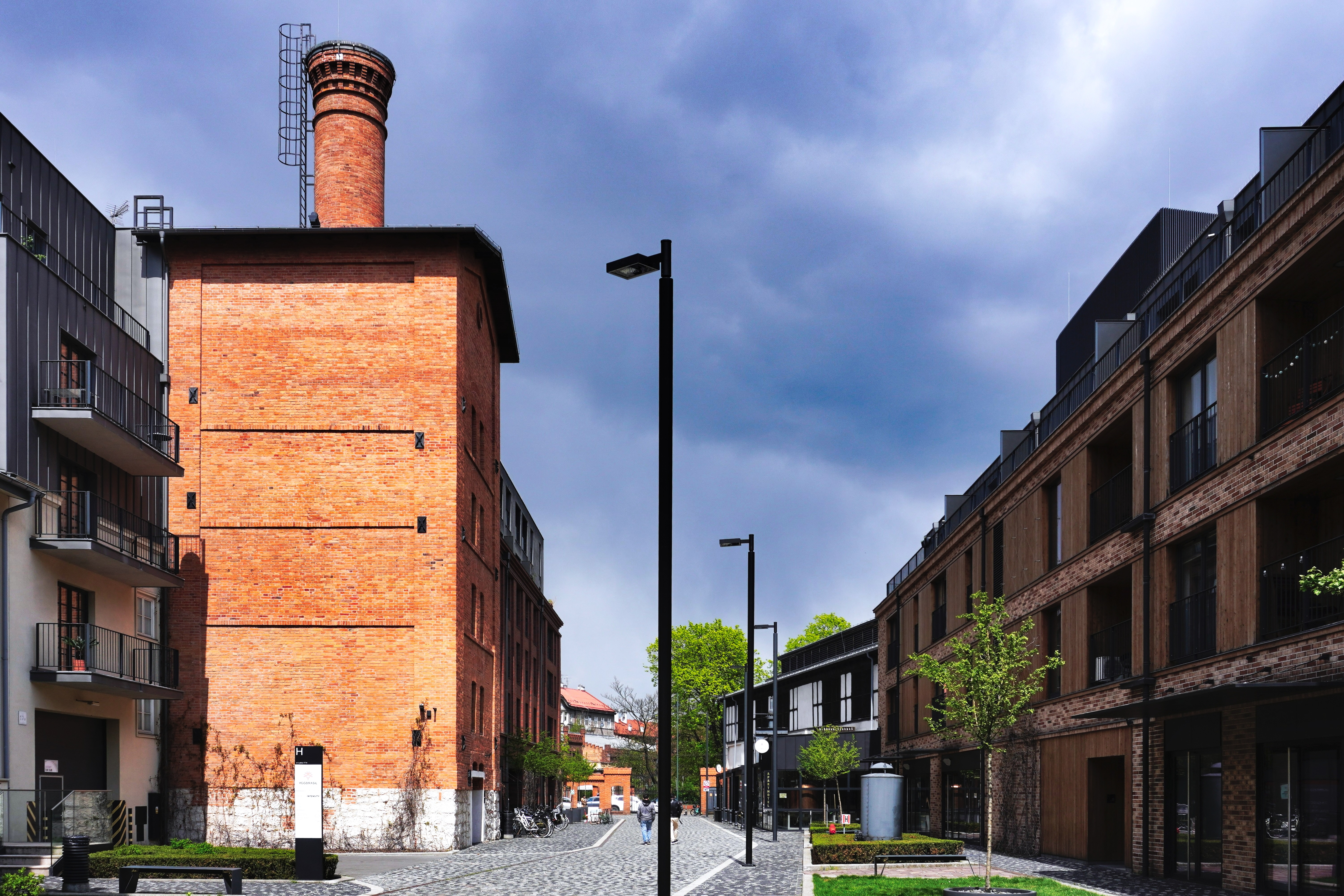
Browar Lubicz, wnętrze zespołu, widok na północ